# Mauzoleum Prezydentów RP na Uchodźstwie i Izba Pamięci

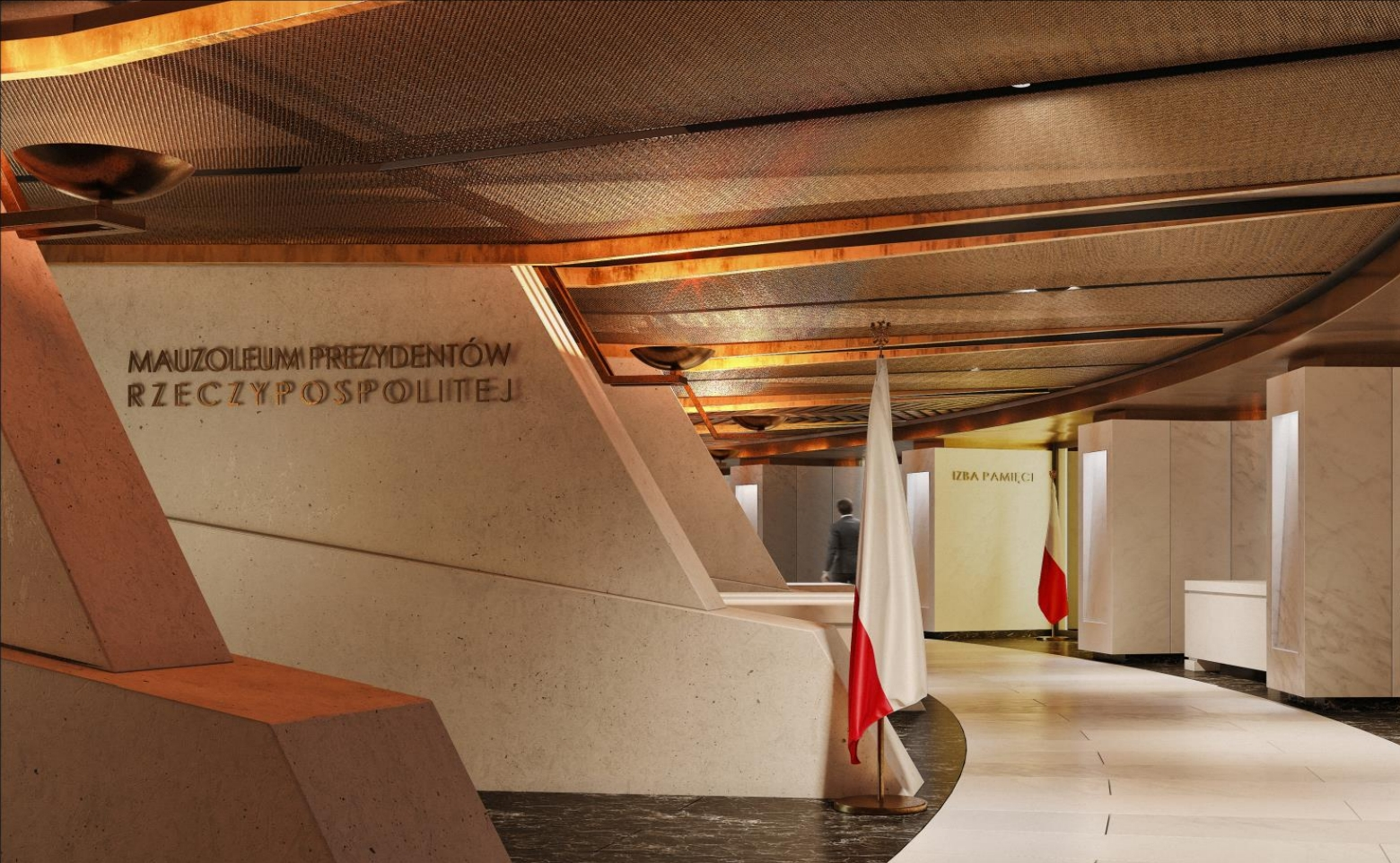
Wejście do mauzoleum

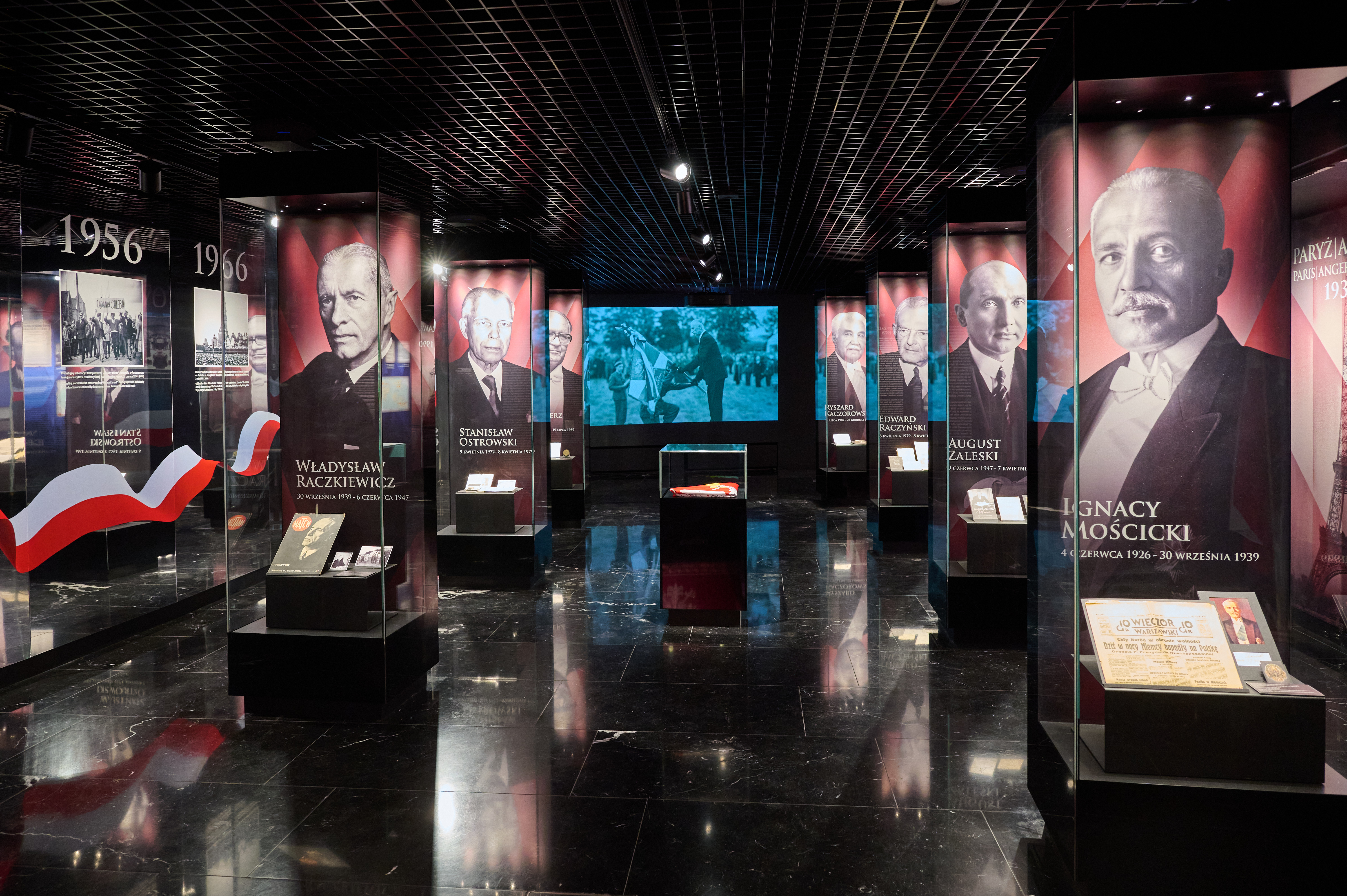
Izba Pamięci Prezydentów RP na Uchodźstwie w Świątyni Opatrzności Bożej w Warszawie

Mauzoleum Prezydentów RP na Uchodźstwie i Izba Pamięci mieszczą się w podziemiach Świątyni Opatrzności Bożej na warszawskim Wilanowie. Zostały oficjalnie otwarte 12 listopada 2022 roku, ale dopiero od 14 listopada udostępniono je dla wszystkich zwiedzających. Ich celem jest oddanie czci Prezydentom II RP na Uchodźstwie, którzy sprawowali funkcję na emigracji.
Izba Pamięci została wykonana przez Instytut Pamięci Narodowej we współpracy z Fundacją „Pomoc Polakom na Wschodzie” zawiera oryginalne pamiątki związane z okresem pełnienia funkcji głowy państwa m.in. pieczęć prezydenta Kazimierza Sabbata, kopia prezydenckiej Chorągwi Rzeczypospolitej, zdjęcia i pamiątki od rodzin prezydentów.

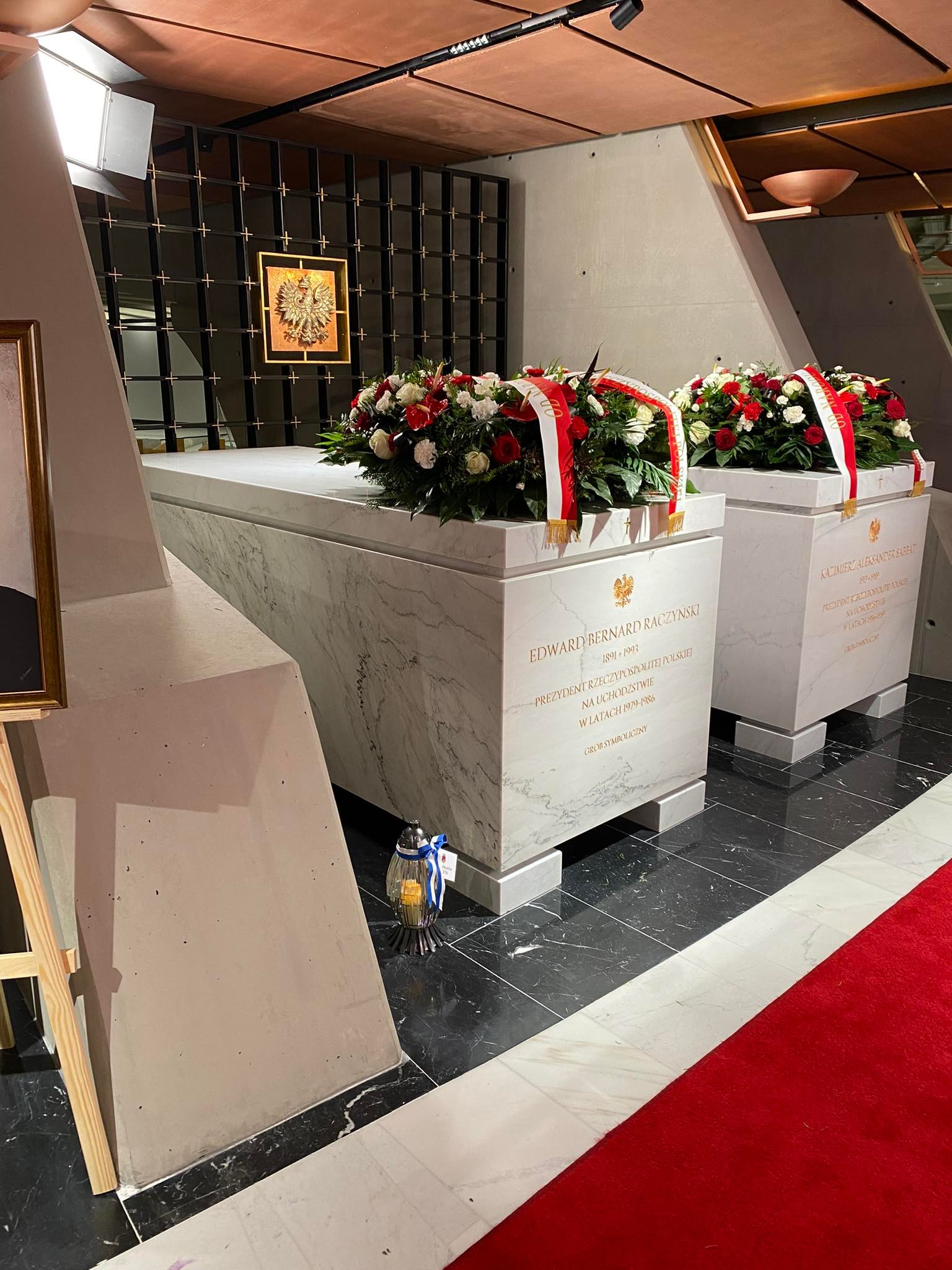
Sarkofagi symboliczne prezydenta Raczyńskiego i Sabbata

W dniu 12 listopada 2022 roku na zakończenie obchodów 100-lecia odzyskania przez Polskę niepodległości sprowadzono szczątki 3 prezydentów – Władysława Raczkiewicza, Augusta Zaleskiego i Stanisława Ostrowskiego. Po oficjalnych uroczystościach na warszawskim Okęciu odbyła się uroczysta msza z udziałem władz państwowych oraz asystą Wojska Polskiego. Szczątki 3 prezydentów złożono w ozdobnych sarkofagach obok prezydenta Ryszarda Kaczorowskiego, który został już wcześniej złożony w mauzoleum wraz ze swoją małżonką Karoliną. Natomiast na cześć 2 prezydentów – Kazimierza Sabbata i Edwarda Raczyńskiego – których rodziny nie wyraziły chęci przeniesienia do mauzoleum, ustawiono symboliczne groby.
Inicjatorem tego przedsięwzięcia był Prezes Rady Ministrów Mateusz Morawiecki. Cały projekt był realizowany przez Fundację „Pomoc Polakom na Wschodzie” we współpracy z Kancelarią Prezesa Rady Ministrów, Instytutem Pamięci Narodowej, Centrum Opatrzności Bożej, Ministerstwem Obrony Narodowej, Ministerstwem Spraw Zagranicznych oraz Biurem Programu „Niepodległa”. Towarzyszyła mu również kampania „Misja: wolna Polska”. Projekt objęty został Patronatem Narodowym Prezydenta Rzeczypospolitej Polskiej Andrzeja Dudy w Stulecie Odzyskania Niepodległości oraz Honorowym Patronatem Prezesa Rady Ministrów Mateusza Morawieckiego.